# Slaughter Special
Slaughter Special (japanisch: ギニーピッグ 惨殺スペシャル, Ginī piggu: Zansatsu supeshyaru) ist ein japanischer Horrorfilm aus dem Jahr 1992. 
Er ist der siebte und letzte Teil der Guinea-Pig-Reihe. Er wurde aus den Teilen 1 bis 4 der Guinea-Pig-Filmreihe zusammengestellt.